# Clavicembalo
I clavicembali (detti anche gravicembali o cembali) sono una famiglia di strumenti a corde dotati di tastiera, tra questi anche i più piccoli virginale e spinetta. Chi suona il clavicembalo è chiamato clavicembalista, mentre i costruttori di clavicembali e strumenti simili sono detti cembalari.
Questi strumenti generano il suono pizzicando una o più corde, anziché colpirle come avviene nel pianoforte o nel clavicordo. La famiglia del clavicembalo ha probabilmente avuto origine quando una tastiera è stata adattata a un salterio, fornendo così un mezzo per pizzicare le corde. Il termine stesso, che compare per la prima volta in un documento del 1397, deriva dal latino clavis, chiave (intesa come il meccanismo che utilizza il movimento del tasto per azionare il leveraggio retrostante), e cymbalum, termine che designava nel Medioevo gli strumenti musicali con corde parallele tese su una cassa poligonale e senza manico, come il salterio o la cetra. La più antica descrizione nota del clavicembalo risale al 1440 circa.
Verso la fine del XVIII secolo, con lo sviluppo del fortepiano e il successivo crescente utilizzo del pianoforte, il clavicembalo scomparve progressivamente dalla scena musicale (eccetto nell'opera, dove continuò ad essere utilizzato per accompagnare i recitativi). Nel XX secolo c'è stata una riscoperta dello strumento, dove viene utilizzato in esecuzioni storicamente informate di musica antica, in nuove composizioni e, in rari casi, in alcuni stili di musica popolare (p.e. il pop barocco).

## Storia
L'età del clavicembalo copre un arco temporale di circa tre secoli (dal XVI al XVIII secolo), periodo in cui sono sorte scuole di costruttori in tutta Europa, sequenzialmente:
1. Italia, principalmente a Venezia, Milano, Firenze, Roma e Napoli;
2. Fiandre, ad Anversa soprattutto con la celebre famiglia di artigiani Ruckers;
3. Francia, principalmente a Parigi con artigiani originali e con riadattamenti di strumenti fiamminghi;
4. Inghilterra, con gli artigiani più famosi situati a Londra;
5. Germania, nelle zone di Amburgo, Berlino e Dresda.

Nei secoli XVII e XVIII, il clavicembalo fu uno degli strumenti più utilizzati nella prassi musicale. I maggiori compositori di quei secoli hanno scritto opere specificamente destinate al clavicembalo come strumento solista (particolarmente famose, già all'epoca, le opere di William Byrd, Girolamo Frescobaldi, Jan Pieterszoon Sweelinck, François Couperin, Jean-Philippe Rameau, Johann Sebastian Bach, Georg Friedrich Händel, Alessandro e Domenico Scarlatti), ma l'impiego più frequente dello strumento era quello della realizzazione del basso continuo, presente nella quasi totalità delle composizioni musicali strumentali e vocali fino alla seconda metà del secolo XVIII. Nello stesso periodo il clavicembalo - come avverrà nei secoli successivi per il pianoforte - fu lo strumento più diffuso anche fra i musicisti dilettanti, ai quali furono destinate innumerevoli edizioni a stampa di una vasta letteratura. Il celebre matematico Eulero (1707-1783), ad esempio, amava rilassarsi suonando il suo clavicembalo.

## Struttura e funzionamento del clavicembalo
| Strumento in posizione di trasporto, posato sulla fascia dorsale. Il fondo non è stato ancora montato, per poter vedere l'interno della cassa |
| A: Somiere B: Tavola frontale (o del nome) C: Fascia dorsale (o fascia lunga) D: Fascia caudale E: Fascia curva F: Fascia corta G: Controsomiere H: Traversa principale I: Traverse del fondo J: Barre superiori K: Controfasce L: Tavola armonica M: Supporto delle punte d'attacco del 4 piedi N: Grande catena diagonale O: Catene P: Rosetta |
| Strumento (ancora senza fondo) in posizione normale |
| A: Somiere B: Tavola frontale C: Fascia dorsale (o fascia lunga) D: Fascia caudale E: Fascia curva F: Fascia corta L: Tavola armonica P: Rosetta Q: Ponticello dell'8 piedi R: Ponticello del 4 piedi S: Buca dei salterelli Notare sulla fascia corta le caviglie che la fissano al somiere e al controsomiere                                  |

Sezione longitudinale di un clavicembalo fiammingo a una tastiera e due registri di 8 piedi. 1) tasto, 2) frontalino, 3) tavola frontale, 4) caviglie, 5) capotasto, 6) barra dei salterelli, 7) guide mobili, 8) corda, 9) ponticello, 10) punta d'attacco, 11) controfascia, 12) fascia curva/caudale, 13) barra di affondo, 14) tavola armonica, 15) buca dei salterelli, 16) controsomiere, 17) salterelli, 18) traversa principale, 19) fondo, 20) pettine, 21) punte guida, 22) guide fisse, 23) somiere, 24) punte di bilanciamento, 25) telaio della tastiera

Parte superiore del salterello: 1) corda; 2) asse della linguetta; 3) linguetta; 4) plettro; 5) smorzatore

Tutti i tipi di clavicembalo hanno un funzionamento simile:
- La linguetta è una semplice leva che ruota intorno a un asse orizzontale costituito da una spina che passa attraverso un foro. Nella linguetta è incastrata una penna (o plettro), anticamente ricavata dal calamo di una penna (usualmente di corvo) e oggi generalmente realizzata in materiale plastico (delrin); ogni penna è sagomata con la punta di un bisturi, in modo da regolarne la larghezza e l'elasticità in funzione del diametro della corda che deve pizzicare e del timbro che si vuole ottenere.
- Il salterello è un listello di legno con una feritoia rettangolare in cui è imperniata la linguetta. Quest'ultima è tenuta in posizione verticale da una molla, in modo che il plettro fuoriesca orizzontalmente da una delle facce del salterello.
- Ogni salterello appoggia sull'estremità del tasto corrispondente (quest'ultimo è una leva con fulcro centrale) e scorre entro due fori allineati verticalmente, praticati in due liste di legno (registri) poste una sull'altra perpendicolarmente ai tasti. La lunghezza del saltarello è regolata in modo che il plettro, a riposo, si trovi appena al di sotto della corda che deve pizzicare. Abbassando il tasto, il saltarello si solleva e il plettro pizzica la corda; la corsa del saltarello è limitata da una barra posta orizzontalmente sopra la fila dei saltarelli, inferiormente guarnita di feltro, che può essere rimossa per la manutenzione dei salterelli.
- Quando il tasto si rialza, il salterello ricade verso il basso per il proprio peso e la linguetta ruota all'indietro permettendo al plettro di superare la corda senza più pizzicarla.
- In cima al salterello è posto uno smorzatore in feltro, che si appoggia sulla corda quando il saltarello è in posizione di riposo, smorzando la vibrazione quando il tasto viene rilasciato (e impedendo che la corda entri in vibrazione per risonanza quando il tasto non è premuto).
- Nella maggior parte dei clavicembali, per ogni tasto vi sono due corde e due salterelli: per una delle due file di salterelli il registro superiore può scorrere, permettendo di allontanare i plettri dalle corde. Questo consente di escludere una delle file di corde, variando timbro e volume sonoro dello strumento, similmente all'uso dei registri dell'organo. Nei clavicembali a due manuali vi sono usualmente tre registri, e quindi tre file di salterelli: la tastiera inferiore agisce sulle prime due, quella superiore sulla terza.
- Le differenze timbriche fra i diversi clavicembali sono legate: 
  - al materiale delle corde (ottone giallo, ottone rosso o acciaio), alla loro lunghezza e al loro diametro, che ne determinano la tensione (la tensione ottimale delle corde è di poco inferiore al carico di rottura): la successione delle lunghezze delle corde determina la forma dello strumento (più tozzo o più affusolato) e l'equilibrio timbrico e di intensità fra le zone bassa, media e acuta dell'estensione dello strumento;
  - alla posizione della fila dei salterelli rispetto alla corda: quando per una stessa tastiera vi sono due file di corde all'unisono, una di queste risulta avere un timbro più "nasale" semplicemente perché è pizzicata più vicino al ponticello;
  - alla dimensione della cassa e allo spessore della tavola armonica.

Funzionamento della meccanica del clavicembalo: 1) barra dei salterelli, 2) feltro, 3) smorzatore, 4) corda, 5) penna, 6) linguetta, 7) asse della linguetta, 8) molla (setola di cinghiale), 9) salterello, 10) rotazione della linguetta. A) il salterello è a riposo, lo smorzatore impedisce alla corda di vibrare. B) il salterello è spinto in alto dal tasto: la penna preme sulla corda curvandosi. C) la penna, curvandosi oltre un certo limite, oltrepassa la corda facendola vibrare (emissione del suono); la corsa del salterello viene interrotta dalla barra dei salterelli. D) il tasto viene rilasciato e il salterello ricade naturalmente. La penna scivola di lato sulla corda grazie al perno su cui è fissata la linguetta; una volta superata la corda, la molla la rimette in posizione.

### Sistema di unione delle tastiere
Se lo strumento possiede due tastiere si può azionare un dispositivo che permette di far suonare una tastiera insieme all'altra. I meccanismi possono essere di due tipi:
- unione a cassetto (meccanismo alla francese): facendo scorrere in avanti la tastiera superiore, le estremità dei tasti superiori vengono a trovarsi in corrispondenza di speroni verticali (denti di accoppiamento) situati sulle estremità posteriori dei tasti della tastiera inferiore; di conseguenza, quando si preme un tasto della tastiera inferiore, il dente di accoppiamento solleva azionandolo anche il tasto corrispondente della tastiera superiore;
- sistema inglese: i salterelli di un particolare registro presentano un'indentatura e possono essere sollevati sia dalla tastiera inferiore sia da quella superiore; questa indentatura viene detta dogleg. In rari casi, questo registro può essere sottratto all'azione della tastiera superiore tirando quest'ultima in avanti.

Questi due tipi di meccanismo, i cui scopi musicali sono differenti, per principio non possono trovarsi contemporaneamente sullo stesso strumento.

Unione delle tastiere alla francese o «a cassetto».
Schema 1) punte di bilanciamento, 2) e 5) guida fissa (inferiore), 3) salterelli, 4) sperone, S) tastiera superiore, I) tastiera inferiore. A sinistra: tastiere non unite, quella superiore aziona il registro A, quella inferiore i registri B e C. A destra: tastiere unite, quella superiore aziona il registro A, quella inferiore i registri A, B e C. NB In una variante più rara è la tastiera inferiore a essere mobile.

Sistema inglese (dogleg).
Schema 1) punte di bilanciamento, 2) guida fissa (inferiore), 3) salterelli 4) registro B «dogleg», S) tastiera superiore, I) tastiera inferiore. La tastiera superiore aziona il registro A e, opzionalmente, il registro B, la tastiera inferiore invece aziona B e C. NB Schema di sinistra: disposizione usuale - Schema di destra: su qualche raro strumento

## Tipi di clavicembalo
Nei secoli XVII e XVIII esistevano numerosi tipi di clavicembalo diversi per dimensioni, forma della cassa, posizione della tastiera rispetto alle corde, numero di tastiere ed estensione delle medesime. Queste differenze corrispondono a esigenze musicali diverse. Si deve notare che, a parte le differenze più evidenti (fra una spinetta italiana e un clavicembalo francese a due manuali, ad esempio), anche fra strumenti di forma apparentemente simile (come un clavicembalo italiano e uno fiammingo del XVII secolo) vi è differenza nel modo in cui la lunghezza delle corde varia dalle note più gravi alle più acute: ad esempio, in un clavicembalo italiano, in confronto agli strumenti fiamminghi e francesi, le corde più gravi sono più lunghe e quelle più acute sono più corte. Questo è determinato dalla forma dei ponti dal lato opposto a quello dei salterelli, e produce sensibili differenze nel timbro degli strumenti, anche perché lunghezze diverse rendono necessario l'uso di materiali diversi per le corde (ferro, ottone giallo, ottone rosso).

### Clavicembalo
Nell'accezione moderna, il termine clavicembalo può indicare sia tutti gli strumenti della famiglia, sia - più specificamente - lo strumento più grande della famiglia, con una cassa di forma poligonale (con un solo lato curvo) in cui la tastiera è posizionata sul lato corto, perpendicolarmente alle corde. La cassa è più stretta (circa 90–100 cm) e più allungata (anche 272 cm) di quella di un pianoforte moderno, particolarmente negli strumenti di scuola italiana. 
Un clavicembalo ha generalmente una o due corde per ciascun tasto. Negli strumenti a due manuali, è possibile accoppiare questi ultimi in modo che un solo tasto faccia suonare tre corde; in questo caso, una delle tre è da quattro piedi, ossia è accordata un'ottava più in alto di quella normale da otto piedi. 
Le tastiere a singolo manuale sono la regola negli strumenti di fattura italiana, mentre negli altri paesi europei si producevano anche numerosi strumenti a due manuali.

### Virginale

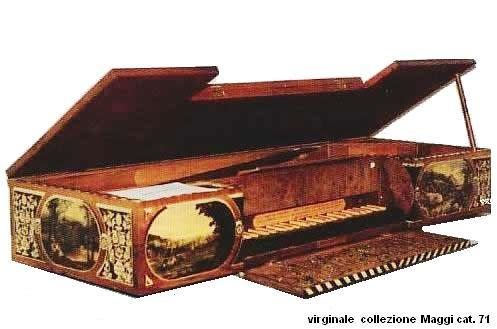
Virginale della Collezione Maggi di Cremona

Virginale è il nome generico di una famiglia di strumenti dalla forma genericamente rettangolare, più piccoli e semplici rispetto al clavicembalo e dotati di una sola corda per ciascuna nota, disposta parallelamente (virginale) o angolata (spinetta) rispetto alla tastiera, lungo il lato più esteso dello strumento. L'origine del termine non è chiara, ma spesso viene collegata al fatto che lo strumento fosse suonato di frequente dalle donne giovani in ambito famigliare. Un'altra ipotesi vedrebbe il nome virginale come un'abbreviazione di clavicordo virginale, ossia un clavicordo dotato di verghe, cioè di salterelli, identificando nello stesso tempo l'origine dello strumento nel clavicordo, da cui sarebbe derivata anche la forma rettangolare.
Si noti che la parola "virginale" nel periodo elisabettiano era utilizzata per designare qualsiasi tipo di clavicembalo. Così i capolavori di William Byrd e dei suoi contemporanei erano spesso concepiti per clavicembali di grandi dimensioni, di fattura italiana, e non solamente su quelli che oggi chiamiamo virginali.
Una classificazione moderna più precisa è data nel New Grove Dictionary of Music and Musicians, che definisce virginale «uno strumento in cui le corde sono disposte ad angolo retto rispetto ai tasti, piuttosto che parallelamente (clavicembalo) o angolate (spinetta)».

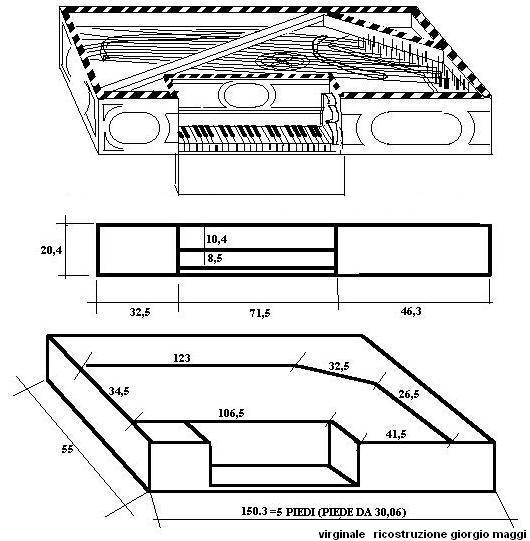
Virginale della Collezione Maggi di Cremona

I virginali possono essere suddivisi in spinetta (il tipo più diffuso, soprattutto in Italia) e muselar o muselaar.

#### Spinetta
Strumento di dimensioni ridotte, chiamato così forse dal nome del costruttore veneziano J. Spinetus. Questo è il tipo più diffuso di virginale e consiste in uno strumento a corde con le corde impostate a un angolo con la tastiera di circa 30°. In questo strumento le corde sono troppo vicine per avere un attuatore normale: le corde sono gestite a coppia, con gli attuatori che pizzicano l'una o l'altra con un movimento in direzioni opposte.
Le spinette vengono classificate in base alla forma della cassa: sono inoltre possibili classificazioni che prendono in considerazione differenze nella meccanica, quali la lunghezza dei legni dei tasti (leve) e altri particolari.
Il nome "spinetta" è più spesso riservato alla spinetta inglese, di forma triangolare, mentre il virginale più comune in Italia è il virginale napoletano o veneziano di forma rettangolare: questi strumenti venivano chiamati spesso spinette, ma la disposizione delle corde fa sì che essi siano in realtà da classificare come virginali.
Costruttore di spinette e virginali fu Bartolomeo Cristofori, la cui fama è soprattutto associata all'invenzione del pianoforte. Notevole una sua spinetta ovale (costruita attorno al 1690) di forma del tutto particolare: la cassa, riccamente intarsiata, è resa ovale aggiungendo, ai lati di un corpo rettangolare, due cuspidi a forma di arco gotico; anche in questo caso la disposizione delle corde  dovrebbe far classificare lo strumento come virginale.

#### Muselar (muselaar)
Nel virginale di tipo muselar la cassa è rettangolare e la disposizione della tastiera solitamente è a destra. Inoltre la disposizione delle corde è leggermente obliqua e queste vengono pizzicate al centro della loro lunghezza. Ciò rende il suono più caldo e ricco, ma con alcune importanti limitazioni: l'azione della mano sinistra è al centro della cassa di risonanza, quindi anche i rumori meccanici vengono amplificati, inoltre la resa sonora delle corde più lunghe e dal suono basso è penalizzata. Un commentatore del XVIII secolo scrisse che il muselar "grugnisce nei bassi come un maialino". Nonostante tutto i muselar furono popolari, soprattutto nei paesi di lingua fiamminga.

### Variazioni e modifiche nei clavicembali
Non è una sorpresa che uno strumento costruito in un certo numero di esemplari nell'arco di oltre tre secoli, presenti delle variazioni e modifiche anche di una certa importanza.
Oltre alla varietà nelle forme e nelle dimensioni, si registrano anche disposizioni o regolazioni differenti nella meccanica e quindi anche nella resa sonora.
Generalmente i primi clavicembali hanno minore estensione, più avanti nel tempo l'estensione aumenta, anche se esistono ovviamente delle eccezioni. Abbiamo così clavicembali con appena quattro ottave, mentre quelli più grandi ne hanno cinque o poco più. Spesso, alle tastiere più corte, veniva adattato il sistema dell'"ottava corta".

### Il colore della tastiera dei clavicembali
Si associa facilmente l'idea del clavicembalo a quella di una tastiera dove i tasti diatonici sono neri e quelli cromatici bianchi, cioè colori invertiti rispetto a quelli del pianoforte. Questa pratica di colorazione appartiene soprattutto alla scuola francese e si ritrova anche in molti esemplari della scuola fiamminga rimodernati o riadattati dagli artigiani francesi.
Nelle altre scuole non ci furono regole precise in tal senso e si possono trovare antichi strumenti con i tasti dello stesso colore di tutto lo strumento oppure con tasti fabbricati in legno di colore più o meno chiaro. Occasionalmente sono state usate per la fabbricazione dei tasti anche materie più pregiate come la madreperla.

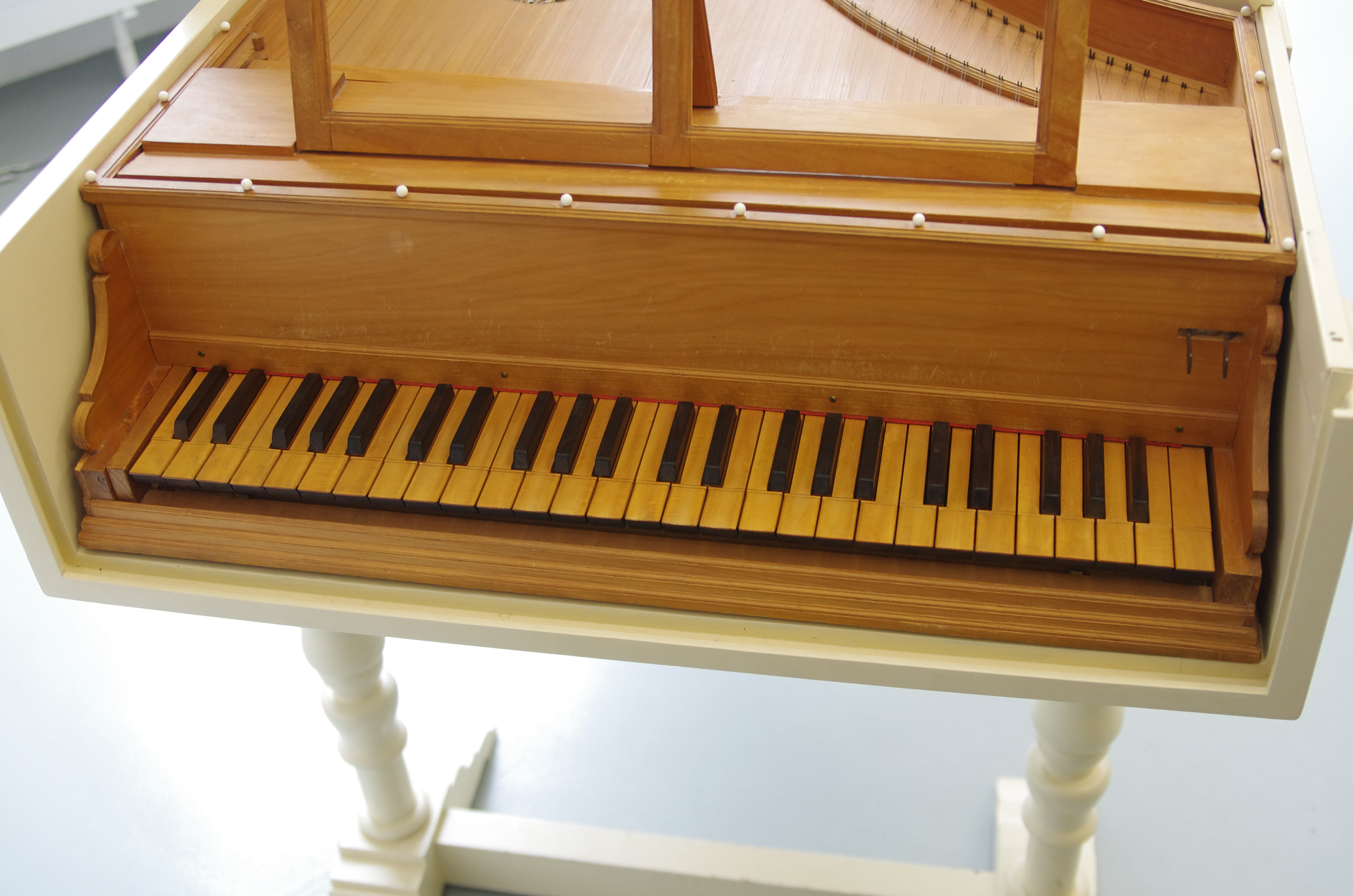
Tastiera di clavicembalo italiano

Quando i tasti cromatici sono bianchi è solo la loro parte superiore che riceve un placcaggio in avorio o in osso; i tasti integralmente in detti materiali sono molto rari. I tasti diatonici sono invece generalmente ornati, nella parte anteriore rivolta allo strumentista, di ricopertura in legno duro finemente cesellato o intarsiato.

### Altre varianti del clavicembalo

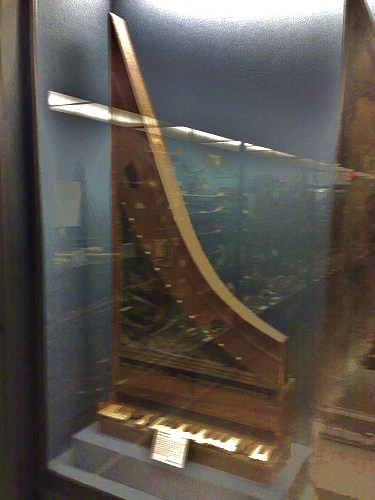
Il claviciterio del XV secolo conservato nel Royal College of Music di Londra, il più antico esemplare superstite della famiglia dei clavicembali

Molte delle modifiche che si tentò di apportare alla struttura originaria dello strumento nel corso dei secoli ebbero vita breve, e produssero strumenti curiosi, di diffusione limitata. Di questi strumenti sopravvivono oggi pochissimi o nessun esemplare.

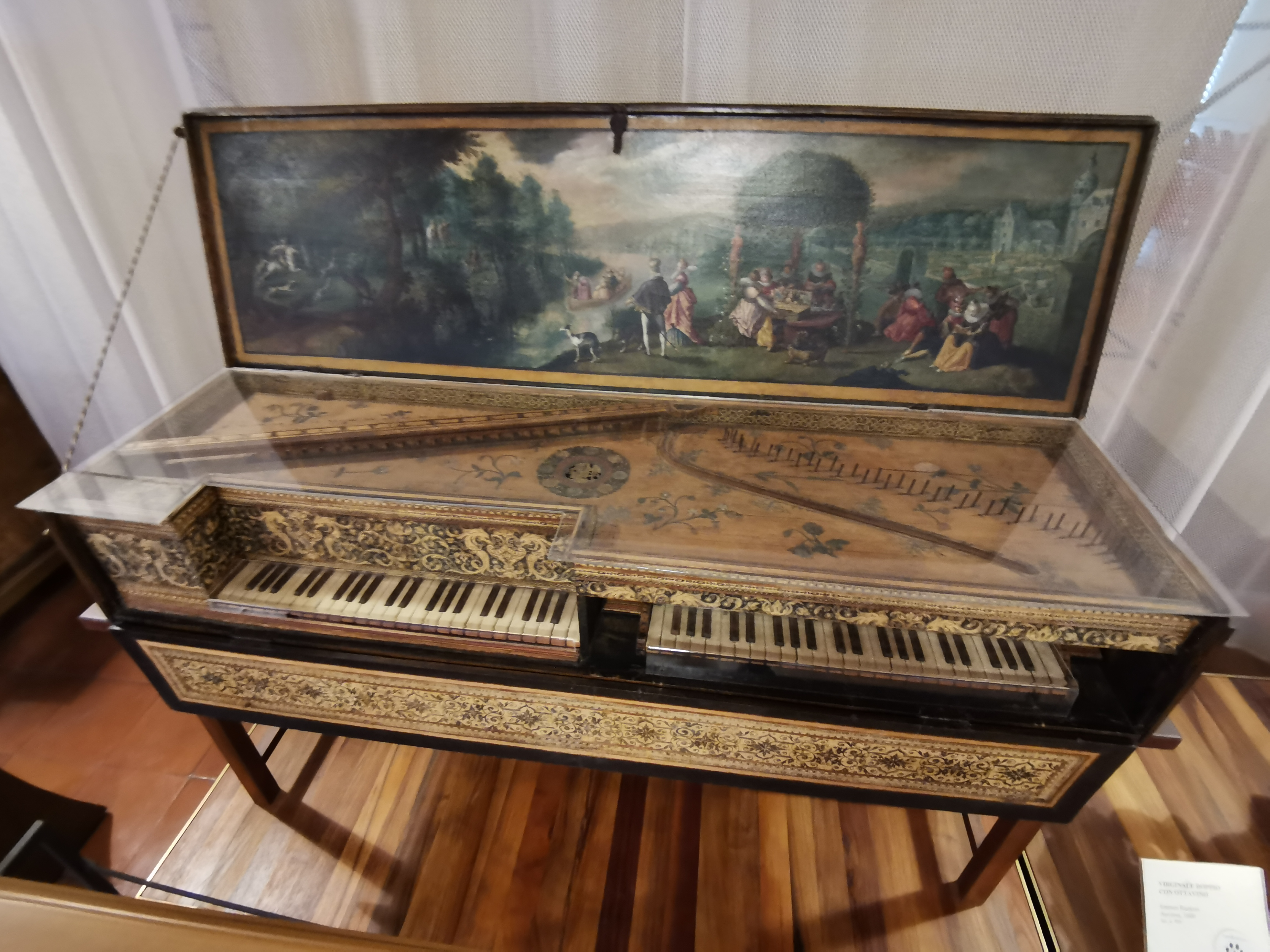
Doppio virginale nel museo degli strumenti musicali al Castello Sforzesco, Milano

- claviciterio (clavicembalo verticale): la coda dello strumento è posizionata in verticale e i meccanismi di funzionamento orizzontali sono azionati con una serie di rinvii e snodi. Contrariamente a quanto si potrebbe supporre, il claviciterio non è un'elaborazione successiva del clavicembalo, ma una variante attestata fin dal 1463: il più antico strumento a tastiera sopravvissuto fino a oggi è proprio un claviciterio, costruito a Ulm alla fine del XV secolo e attualmente conservato a Londra nel Royal College of Music[8]; viene citato per la prima volta nel trattato Musica getutscht di Sebastian Virdung (1511).
- moeder en kind (madre e figlio, Fiandre XVII secolo): una piccola spinetta inserita all'interno o al di sopra del clavicembalo "madre" per suonare insieme.
- spinettone da teatro (Cristofori, Italia, XVIII secolo): clavicembalo con coda modificata per ridurre l'ingombro dello strumento nella fossa dell'orchestra.
- doppio virginale (Cristofori, Italia, XVIII secolo): con le corde incrociate.
- vis-a-vis (Germania, XVIII secolo): un clavicembalo e un pianoforte montati nello stesso mobile con le tastiere contrapposte tra loro.
- clavicembalo con pedaliera: si tratta di un clavicembalo con l'aggiunta di una pedaliera (che aziona un secondo clavicembalo posizionato sotto al primo). Permette di eseguire la letteratura organistica che prevede l'uso della pedaliera.
- claviorgano, costituito da un clavicembalo sovrapposto a un organo a cassapanca (Truhenorgel), con due tastiere distinte, ma accoppiabili in modo da poter far suonare corde e canne con lo stesso tasto.
- clavicembalo pieghevole o cembalo piegatorio (Francia, XVIII secolo; un esemplare, presente al Museo Nazionale degli Strumenti musicali di Roma, è attribuito al cembalaro italiano Carlo Grimaldi, tra la fine del Seicento e gli inizi del Settecento): smontabile in tre parti per poter essere più facilmente trasferito o trasportato.
- Lautenwerk (Germania, XVII secolo): clavicembalo con corde di budello, costruito per simulare il suono del liuto. Già descritto in un trattato del 1636 di Marin Mersenne, fu perfezionato nel corso del XVIII secolo. Apprezzato da Johann Sebastian Bach, il Lautenwerk restò però sempre allo stadio di prototipo, non raggiungendo mai una reale diffusione nel mondo della musica.
- archicembalo, clavicembalo basato su una divisione dell'ottava in 19 tasti, secondo i principi enunciati da Nicola Vicentino nel 1555.
- clavicembalo a tre manuali di Hieronymus Albrecht Hass, costruito nel 1740, dispone di ben sei registri (dei quali uno da 16'), ripartiti su tre tastiere. È, con ogni probabilità, il clavicembalo più complesso mai realizzato.[9]

## Confronto con altri strumenti a tastiera
Fra gli strumenti a tastiera, se si eccettua l'organo, il clavicembalo era certamente il più diffuso in Europa prima dell'avvento del pianoforte. Nell'Encyclopédie di Diderot e d'Alembert, ad esempio, il clavicembalo è definito semplicemente come "strumento musicale in cui le corde sono fatte suonare mediante una tastiera, simile a quella dell'organo" (a questa definizione segue una dettagliatissima descrizione della costruzione di un tipico clavicembalo francese a due manuali del XVIII secolo). Tuttavia nei secoli XVI-XVIII coesistevano con il clavicembalo altri strumenti a corde dotati di tastiera, con un diverso meccanismo di produzione del suono.
Il più diffuso era il clavicordo, esteriormente simile a una spinetta, in cui però le corde erano percosse da lamelle metalliche (dette tangenti, le quali al tempo stesso fungevano da capotasto), anziché essere pizzicate. Un significativo confronto delle caratteristiche del clavicordo rispetto al clavicembalo si trova nel trattato di Carl Philipp Emanuel Bach (1753), dove si legge:
(Carl Philipp Emanuel Bach)
Una terza modalità di produzione del suono si incontra in uno strumento a tastiera di scarsissima diffusione, il Geigenwerk, in cui le corde sono sfregate da ruote di legno messe in rotazione da un pedale. Come nella ghironda, quando si preme un tasto la corda corrispondente viene avvicinata alla ruota, producendo un effetto analogo agli strumenti ad arco. Questo strumento fu descritto per la prima volta da Leonardo da Vinci, ma ne furono prodotti esemplari anche nel XVII secolo.

## Il clavicembalo nei secoli XIX e XX
Il clavicembalo continuò a essere usato come strumento di accompagnamento nell'opera lirica fino alla prima metà del XIX secolo, ma come strumento solista fu abbandonato dai compositori in favore del pianoforte.
Nel XX secolo, con il crescente interesse per la musica antica e la ricerca di diverse sonorità, alcuni nuovi pezzi sono stati scritti per questo strumento. Alcuni concerti furono scritti da Francis Poulenc (il Concert champêtre), Manuel de Falla e Henryk Górecki. Bohuslav Martinů ha scritto sia un concerto sia una sonata, mentre il Concerto Doppio di Elliott Carter è per clavicembalo, pianoforte e orchestra da camera. György Ligeti ha composto un certo numero di opere per lo strumento solo (tra cui Continuum). Tra i compositori italiani, Goffredo Petrassi ha scritto diverse composizioni per clavicembalo, tra le altre la Sonata da Camera, per clavicembalo e dieci strumenti, e la Serenata, per cinque strumenti. Nel 1958 Ennio Porrino compone Sonar per musici, visionario Concerto per orchestra d'archi e clavicembalo. Tra gli otto dialoghi di Gian Francesco Malipiero, il sesto è dedicato al clavicembalo, quasi a rendere omaggio all'antica civiltà strumentale italiana del Seicento e Settecento tanto amata dal compositore veneziano. Da ricordare anche Doubles (1961) e Portrait per clavicembalo e orchestra (1977) di Franco Donatoni, oltre a Mordenti di Ennio Morricone. Più di recente, il clavicembalista Hendrik Bouman ha composto in stile barocco 32 assoli, un Concerto per clavicembalo e due composizioni di musica da camera con clavicembalo obbligato.

## L'esecuzione del repertorio clavicembalistico nel XX secolo
Un primo recupero del clavicembalo nell'esecuzione del repertorio originariamente destinato a questo strumento (nel corso del XIX secolo le opere per tastiera di Bach, Haendel e Domenico Scarlatti erano eseguite al pianoforte) si ebbe all'inizio del Novecento, soprattutto per iniziativa della clavicembalista polacca Wanda Landowska (1879-1959). La Landowska utilizzava un clavicembalo costruito da Pleyel, piuttosto somigliante a un pianoforte. Strumenti come questo, anche se oggi considerati non appropriati per la musica del XVII e del XVIII secolo, conservano un'importanza per la musica che è stata composta, nella prima metà del Novecento e fino agli anni 1960, appositamente per quel tipo di clavicembalo.
Una svolta si ebbe negli anni Sessanta del Novecento con la nascita, in Europa e nel Nordamerica, di una nuova prassi esecutiva basata sulla ricerca filologica, per la quale l'uso di strumenti d'epoca (o di copie di strumenti originali), a fianco della conoscenza diretta delle fonti trattatistiche e delle partiture originali, costituisce un elemento irrinunciabile per l'interpretazione della musica del passato. I primi strumenti realizzati secondo le tecniche costruttive antiche e copiando fedelmente strumenti originali si ebbero grazie alla pionieristiche iniziative di costruttori del mondo anglosassone, come Frank Hubbard e William Dowd, e tedesco, come Martin Skowroneck, seguiti in anni più recenti da un gran numero di costruttori. Negli stessi anni, interpreti come Gustav Leonhardt, Kenneth Gilbert, Ralph Kirkpatrick sono stati i capostipiti di generazioni di esecutori, sempre più numerose nei decenni successivi, che hanno ulteriormente approfondito lo studio della prassi esecutiva e delle fonti dell'epoca e hanno riportato in luce un repertorio sempre più vasto.

## Nella musica leggera
Anche se il suo impiego nella musica leggera, come quello di tutti gli strumenti antichi, è piuttosto limitato, viene usato con una certa frequenza nel baroque pop (chiamato anche baroque rock), genere che, derivando da una fusione tra il rock e la musica classica barocca, utilizza strumenti tipici di quest'ultima (un esempio è Because dei Beatles).

## Antichi costruttori famosi
- Germania: Michael Mietke, Gottfried Silbermann, Christian Zell, Hieronymus Albrecht Hass, Martin Vater, Christian Vater
- Italia: Domenico Pisaurensis, Alessandro Trasuntino, Vito Trasuntino, Giovanni Antonio Baffo, Onofrio Guarracino, Giovanni Battista Giusti, Jacopo Ramerini, Girolamo Zenti, Carlo Grimaldi, Bartolomeo Cristofori, Giovanni Ferrini, Giovanni Francesco Trasuntino, Giovanni Celestini, Carlo Grimaldi
- Fiandre: famiglia Ruckers, Ioannes Couchet, Johannes Daniel Dulcken, Albert Delin
- Francia: Goerman Taskin, Pascal Taskin, famiglia Blanchet, Jean-Henri Hemsch
- Inghilterra: Burkat Shudi, famiglia Kirkman, John Broadwood

### Compositori di musica per clavicembalosolo
- Domenico Alberti
- Jean-Henri d'Anglebert
- Carl Philipp Emanuel Bach
- Johann Sebastian Bach
- Claude Balbastre
- Jiří Antonín Benda
- Georg Böhm
- John Bull
- William Byrd
- Dietrich Buxtehude
- Jacques Champion de Chambonnières
- Louis Couperin
- François Couperin
- Louis-Claude Daquin
- Gennaro D'Alessandro
- Azzolino Bernardino della Ciaja
- Jean-François Dandrieu
- Maria Teresa Agnesi Pinottini
- Jacques Duphly
- Francesco Durante
- Giles Farnaby
- Joseph Hector Fiocco
- Johann Caspar Ferdinand Fischer
- Girolamo Frescobaldi
- Johann Jakob Froberger
- Johann Fux
- Baldassarre Galuppi
- Jean-Nicolas Geoffroy
- Orlando Gibbons
- Johann Christoph Graupner
- Georg Friedrich Händel
- Élisabeth Jacquet de La Guerre
- Nicolas Lebègue
- Gaspard Le Roux
- Louis Marchand
- Friedrich Wilhelm Marpurg
- Giovanni Battista Martini
- Johann Mattheson
- Georg Muffat
- Johann Pachelbel
- Pietro Domenico Paradisi
- Bernardo Pasquini
- Ercole Pasquini
- Peter Philips
- Giovanni Picchi
- Giovanni Platti
- Alessandro Poglietti
- Henry Purcell
- Jean-Philippe Rameau
- Johann Adam Reincken
- Joseph-Nicolas-Pancrace Royer
- Michelangelo Rossi
- Giovanni Marco Rutini
- Alessandro Scarlatti
- Domenico Scarlatti
- Carlos Seixas
- Simon Simon
- Nicolas Siret
- Antonio Soler (compositore)
- Bernardo Storace
- Jan Pieterszoon Sweelinck
- Georg Philipp Telemann
- Mattia Vento
- Matthias Weckmann
- Domenico Zipoli
- Wolfgang Amadeus Mozart

### Strumenti musicali correlati
- Claviciterio
- Archicembalo
- Clavicordo
- Pianoforte
- Salterio (strumento musicale)
- Muselar

### Altri argomenti correlati
- Preludio non misurato
- Tasto spezzato
- Scuola clavicembalistica francese